# Iberia (pel·lícula)
Iberia és una pel·lícula espanyola, dirigida per Carlos Saura el 2005. Ha estat doblada al català

## Argument
Documental sobre la música i la dansa dels artistes més importants de l'escena actual espanyola. La càmera balla al costat de Sara Baras, Antonio Canales, Manolo Sanlúcar, Miguel Ángel Berna o José Antonio Ruiz, mentre assagen per a les seves actuacions. El film segueix el recorregut de com una obra va prenent forma a través dels seus assajos, el seu treball en privat, les seves llargues hores repassant lletres, passos, notes, etc. La càmera és testimoni del perfeccionament dels passos, l'ordenació de l'espai i la temporalitat de les llums.
Adaptació al cel·luloide de l'obra mestra d'Isaac Albéniz, la "Suite Iberia", en el primer centenari de la seva composició, amb el complement musical d'altres peces del mateix autor pertanyents a aquestes obres: "Suite espanyola Op. 47"; "Chants d'Espagne", Op. 232; "12 peces característiques", Op. 92, i "Espanya", Op. 165.
Carlos Saura, el director d' "¡Ay, Carmela!", incorpora la càmera al ballet clàssic, la dansa contemporània i espanyola, i el flamenc. El cineasta aragonès capta els assajos d'artistes consagrats com Baras, Canales, Manolo Sanlúcar o Miguel Ángel Berná.
Les bases del neorealisme espanyol van ser escrites pel veterà director a través de les seves mítiques pel·lícules "Los golfos", "La caza", "El jardín de las delicias", "Carmen", "El amor brujo" i, més recentment, "Goya en Burdeos" i "Buñuel i la mesa del Rey Salomón".

## Peces, músics i ballarins
Es pot consultar una fitxa.
L'ordre en què apareixen els nombres de la suite en aquestes taules correspon al del disc de la música de la pel·lícula (un CD doble de Edge Music publicat en el 2005).
DISC 1:
| Nº | Títol             | De la obra                        | Música                                                              | Baile                                |
| -- | ----------------- | --------------------------------- | ------------------------------------------------------------------- | ------------------------------------ |
| 1  | "Evocación"       | Iberia, Libro I                   | Rosa Torres-Pardo: piano                                            |                                      |
| 2  | "Aragón"          |                                   |                                                                     |                                      |
| 3  | "Aragón"          | Suite española                    | Orq. de Plectro de Córdoba. Centro Aragonés de Danza                | Miguel Ángel Berna. María Fernández. |
| 4  | "Bajo la palmera" | Chants d'Espagne, op.232          | Axivil Criollo. Zacarías Martínez: piano.                           | Patrick de Bana. Cristina Benítez.   |
| 5  | "Granada"         | Suite española                    | José Segovia: piano.                                                | Antonio Canales.                     |
| 6  | "Córdoba"         | Chants d'Espagne, op.232          | Cinco Siglos                                                        | Cuerpo de baile Iberia (femení).     |
| 7  | "Cádiz"           | Suite española                    | Jorge Pardo: saxo. Carles Benavent: bajo. Tino Di Geraldo: bateria. | Cuerpo de baile Iberia (femení).     |
| 8  | "Triana"          | Iberia, Libro 2.                  | Rosa Torres-Pardo: piano.                                           | Patrick de Bena. Aída Badía.         |
| 9  | "Torre Bermeja".  | 12 piezas características, op.92. | Manolo Sanlúcar y Manuel Domínguez Macías: guitarres.               | La Familia de Antonio "El Pipa"      |
| 10 | "Almería"         | Iberia, Libro 2.                  | Gerardo Núñez y José Manuel León: guitarres.                        | Francisco Núñez. María Fernández.    |

DISC 2:
| Nº | Títol               | De la obra       | Música | Baile                                   |
| -- | ------------------- | ---------------- | --- | --------------------------------------- |
| 1  | "Corpus en Sevilla" | Iberia, Libro 1. | Estrella Morente. Banda Sinfònica Municipal de Madrid. Dir.: Enrique García Asensio.                              | Cuerpo de Baile Iberia (femení).        |
| 2  | "Rondeña"           | Iberia, Libro 2. | José Segovia: piano. Paolo Catalano y Ara Malikian: violins. Antonio Martínez Acevedo i Dragos Balan: violoncels. | Aída Gómez.                             |
| 3  | "El Albaicín"       | Iberia, Libro 3  | Miguel de La Tolea (cante); José María Bandera (guitarra i direcció musical).                                     | Sara Baras.                             |
| 4  | "Zortziko".         | España, op.165.  | Aukeran Dantza Konpainia.                                                                                         |                                         |
| 5  | "El Puerto".        | Iberia, Libro 1. | Blas Córdoba (El Kejío): cante. Chano Domínguez: piano. Israel Suárez (El Piraña): percussió. Tomasito: palmes.   | Tomasito.                               |
| 6  | "Granada"           | Suite española   | Enrique Morente: cante. Alfredo Lagos: guitarra.                                                                  |                                         |
| 7  | "Asturias".         | Suite española.  | John Stokes: violoncel.                                                                                           | Sara Baras. José Serrano.               |
| 8  | "El Albaicín"       | Iberia,Libro 3.  | Neopercusión. Dir.: Juanjo Guillem.                                                                               | Marta Carrasco.                         |
| 9  | "Sevilla"           | Suite española.  | José Antonio Rodríguez Muñoz i Javier López: guitarras. Josep Cucurella: bajo.                                    | Aída Gómez. Paco Mora. Francisco Núñez. |
| 10 | "Castilla"          | Suite española   | Ara Malikian: violín. Jensen Horn: viola. Dragos Balan: violonchelo.                                              |                                         |

## Rebuda
- Premis: Goya a la millor fotografia per a José Luis López-Linares.
- Crítica: "Esperada i inspirada continuació de les aventures musicals de Saura, la germana petita de títols com a 'Sevillanes', 'Flamenc' o 'Tango'. (...) es veu entre l'admiració per tant prodigi i la força i el talent de tant convidat il·lustre"[4]